# Battistini (metropolitana di Roma)
Battistini è il capolinea nord-occidentale della linea A della metropolitana di Roma; si trova all'incrocio di via Mattia Battistini con via Ennio Bonifazi, nel territorio del XIV Municipio, quartiere Primavalle, e ha un unico accesso a livello stradale.

## Storia
La stazione fu aperta il 1º gennaio 2000 come tappa finale del prolungamento di 4,5 km, iniziato circa 10 anni prima, della linea A della quale costituisce, da allora, il capolinea nord-occidentale.
La stazione è sotterranea ed entrambi i binari sono collocati all'interno di una sola canna.
Dal 27 giugno 2007 Battistini è provvista di varchi antievasione, prima stazione della linea A a esserne stata dotata.

## Servizi
- Biglietteria a sportello
- Biglietteria automatica
- Servizi igienici

## Interscambi
- Fermate di superficie ATAC Bonifazi-Noris, Bonifazi-Battistini, Battistini-De Luca